# Малинкино (Островский район)
Малинкино — деревня в Островском районе Псковской области. Входит в состав Островской волости.
Расположена между северной окраиной города Остров и южной частью деревни Карпово, на автодороге М20 на Псков.
| 2001 | 2002 | 2010 |
| ---- | ---- | ---- |
| 21   | ↘19  | ↘12  |

## История
Деревня до апреля 2015 года входила в состав ныне упразднённой Волковской волости района.